# マイケル・ジャクソン IN ソウル・トレイン
マイケル・ジャクソン IN ソウルトレイン（Michael Jackson In Soul Train）はアメリカ合衆国のミュージシャン、マイケル・ジャクソンのDVD。
マイケル・ジャクソン（ジャクソン5）が音楽番組『ソウル・トレイン』とソウル・トレイン・ミュージック・アワードに出演したときのパフォーマンスを収録する予定だった。
当初は、2010年1月27日に『マイケル・ジャクソン THIS IS IT』のDVDとブルーレイと同時発売される予定だったが、発売が延期されたが、その後発売中止が発表された。

## 収録曲
1. 窓辺のデート（ジャクソン5）
2. 帰ってほしいの（ジャクソン5）
3. コーナー・オブ・ザ・スカイ（ジャクソン5）
4. ダンシング・マシーン（ジャクソン5）
5. ゲット・イット・トゥゲザー（ジャクソン5）
6. 大人は知らない（ジャクソン5）
7. ドント・セイ・グッバイ・アゲイン（ジャクソン5）
8. 君の物は僕のもの（ジャクソン5）
9. イフ・アイ・ドント・ラブ・ユージス・ウェイ（ジャクソン5）
10. ホワット・ユー・ドント・ノウ（ジャクソン5）
11. ジャスト・ア・リトル・ビット・オブ・ユー（マイケル・ジャクソン）
12. フォーエヴァー・ケイム・トゥデイ（マイケル・ジャクソン）
13. 想い出の一日（マイケル・ジャクソン）
14. 君のことばかり（ジャクソン5）
15. ウィヴ・ガット・フォーエヴァー（マイケル・ジャクソン）
16. プッシュ・ミー・アウェイ（ジャクソンズ）
17. シングス・アイ・ドゥ・フォー・ユー（ジャクソンズ）
18. シェイク・ユア・ボディ（ジャクソンズ）
19. リメンバー・ザ・タイム（マイケル・ジャクソン）
20. デンジャラス～スムーズ・クリミナル～デンジャラス（マイケル・ジャクソン）
21. ユー・アー・ナット・アローン（マイケル・ジャクソン）

### 映像特典
1. ジョセフ・ジャクソン（父）解説で贈るロス自宅でのパーティー映像～ジャクソン5『時を戻して』※ダンス・トラック[3]
2. ジャーメイン・ジャクソン『ザッツ・ハウ・ラヴ・ゴーズ』
3. ジャクソン5『ハム・アロング・アンド・ダンス』※ダンス・トラック[3]
4. ジャーメイン・ジャクソン『ダディーズ・ホーム』
5. ジャーメイン・ジャクソン『ユア・アー・イン・グッド・ハンズ』
6. ジャクソンズ『シェイク・ユア・ボディ』※ダンス・トラック[3]
7. マイケル・ジャクソン『イーズ・オン・ダウン・ザ・ロード』